# Întoarcerea magilor
Întoarcerea magilor este un film românesc din 2016 regizat de Ioan Cărmăzan. Rolurile principale au fost interpretate de actorii Mihai Mălaimare, Ana Maria Carablais, Nicodim Ungureanu.

## Distribuție
Distribuția filmului este alcătuită din:
- Ana Maria Carablais — Paula
- Valentin Popescu — Preotul
- Nicodim Ungureanu — Primarul
- Camelia Varga — Nidala
- Florentina Tănase — Karla
- Ionuț Ciocia
- Ion Bechet — Provenitu'
- Mihai Mălaimare — Mihai
- Corina Stavilă — Luna